# شهرستان بربر
شهرستان بربر (به عربی: محلیة بربر) یک منطقهٔ مسکونی در سودان است که در رود نیل واقع شده‌است.